# Olenivka, Camenița
Olenivka (în ucraineană Оленівка) este un sat în comuna Slobidka-Kulcievețka din raionul Camenița, regiunea Hmelnîțkîi, Ucraina.

## Demografie
Componența lingvistică a localității Olenivka
     Ucraineană (98,88%)
     Rusă (1,12%)
Conform recensământului din 2001, majoritatea populației localității Olenivka era vorbitoare de ucraineană (98,88%), existând în minoritate și vorbitori de rusă (1,12%).